# Рамел Каррі
Рамел Каррі (нар. 17 квітня 1986, Бруклін, Нью-Йорк, США) — американський професійний баскетболіст, грав на позиції атакуючого захисника, легкого форварда.

## Кар'єра
Після гри в баскетбол у середній школі Каррі грав у баскетбол у коледжі Фресно Сіті Коледж і в Каліфорнійському державному університеті НКАА, Бейкерсфілд. Каррі грав два сезони за Cal State Bakersfield Roadrunners з 2000 по 2002 рік.
Каррі виграв Кубок Ізраїлю з Хапоель Єрусалим у 2008 році. У 2010 році він виграв чемпіонат Української ліги з  Азовмаш, а у 2012 році з Донецьк. Після перемоги в чемпіонаті Грецької ліги з Панатинаїкос у 2013 році він знову підписав контракт з клубом.
Його наступний сезон був успішним, оскільки він виграв Кубок Греції, був визнаний MVP фіналу, а також чемпіонат Грецької ліги з Панатинаїкосм. У 2014 році його відпустивПанатинаїкос.
Сезон 2013-2014 провидить в Франції в клубі Лімож. 
Сезон 2014-2015 підпису контракт з Італійською командою Віртус Рома. 
2015 поїхав підкоряти Африку, а саме підписав контракт з лівійською командою. 
Сезон 2019 розпочав на західній Азії, де грає за команду Хекмех.

## Досягнення

### Клубні
Ізраїль
- Кубок Ізраїлю Переможець: 2008.

Україна
- Українська ліга Чемпіон (2): 2010, 2012.

Греція
- Грецька ліга Чемпіон (2): 2013, 2014.
- Кубок Греції Переможець: 2014.

### Індивідуальні нагороди
- MVP Єдиної Ліги ВТБ: 2011.
- Найкращий бомбардир Єврокубок ФІБА: 2012.
- MVP Українська ліга : 2011, 2012.
- MVP Найкращий бомбардир фіналу  Кубка Греції: 2014.
- MVP Фіналу  Кубка Греції: 2014.